# Masacrul de la Virginia Tech
Masacrul de la Virginia Tech a avut loc pe data de 16 aprilie 2007 în campusul Universității Virginia Tech, Blacksburg, Virginia, Statele Unite. A fost cel mai sângeros incident petrecut într-o instituție de învățământ din istoria Statelor Unite, cu un număr de 33 de persoane decedate.
Seung-Hui Cho a fost identificat de autorități drept făptașul atacului. S-a născut în Coreea de Sud și a crescut în Virginia. Avea drept de rezidență în SUA, era student al Universității și locuia în campus.

## Atacul

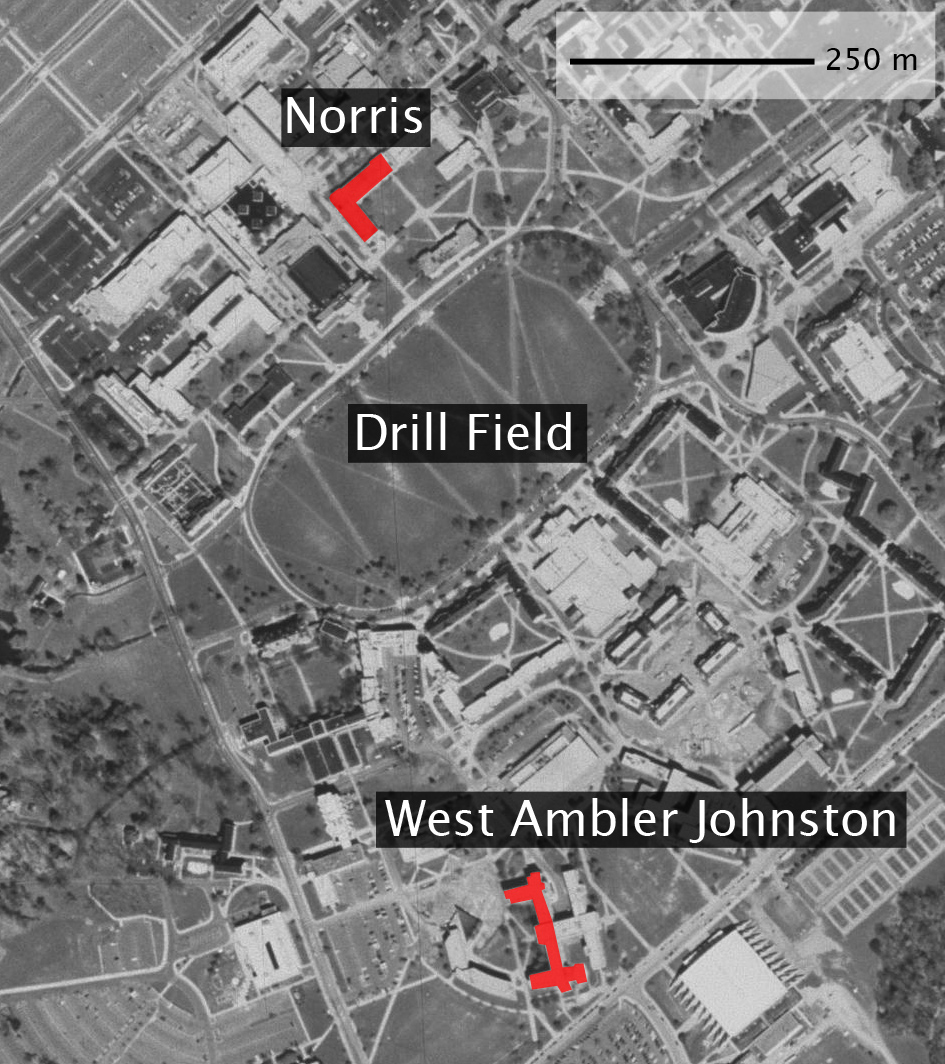
Clădirile Norris și West Ambler Johnston Halls unde au avut loc atacurile

Primul foc de armă a avut loc la ora 7:15, ora locală, în West Hambler Johnston Hall, un cămin locuit de 895 de studenți. Două persoane au fost ucise, studenta Emily J. Hilscher și supraveghetorul Ryan Clark. Potrivit ziarului „The Washington Post” studenta, care locuia în căminul West Ambler Johnston, a fost ucisă de fostul ei iubit iar autoritățile au calificat acest lucru drept un „incident domestic”. Nu este luată nici o măsură de securitate în afara închiderii clădirii unde se comiseseră crimele.
Două ore mai târziu, alte împușcături au avut loc la Norris Hall, o clădire cu destinații tehnice, aflată în partea opusă a campusului ; acest al doilea atac s-a soldat cu 30 de morți printre care și autorul atacului care s-a sinucis. Mulți studenți s-au rănit după ce au sărit pe ferestre încercând să se salveze. 
Studenții sunt avertizați să se baricadeze în camere sau în sălile de curs și să stea departe de ferestre. Sunt anulate toate cursurile iar campusul este închis. Pentru cei prezenți în campus în momentul atacurilor și pentru părinți au fost amenajate centre de consiliere psihologică. 
Asupra sud-coreeanului s-au găsit două pistoale de calibru 9 și 22 mm, ambele folosite în incidente .  Mesaje de compasiune și de încurajare au venit din toate colțurile lumii.
Postul de televiziune NBC a primit la 18 aprilie un colet poștal de la Seung-Hui Chorus, trimis între cele două atacuri așa cum confirmă timbrul atașat. Pachetul cuprindea un manifest de 1800 de cuvinte , fotografii și înregistrări video. Într-una din fotografii Cho este înfățișat purtând două arme iar în  manifestul său se descrie protector al celor slabi și își exprimă admirația pentru masacrul de la liceul Columbine din 1999.

## Victime
În total au fost 33 de decese și 29 de persoane rănite. 
Printre victime s-a aflat și profesorul israelian de origine română, Liviu Librescu, împușcat în timp ce-și proteja elevii în clădirea Norris Hall de la Universitatea Virginia Tech.
Victimele au fost identificate ca: 
- Ross Abdallah Alameddine- 20 de ani (14 septembrie 1986)
- Christopher James Bishop- 35 de ani (9 noiembrie 1971)
- Brian R. Bluhm- 25 de ani (19 iulie 1981)
- Ryan Christopher Clark- 22 de ani (29 mai 1984)
- Austin Michelle Cloyd- 18 ani (24 aprilie 1988)
- Kevin P. Granata- 46 de ani (29 decembrie 1961)
- Jocelyne Couture Nowak- 49 de ani (17 februarie 1958)
- Matthew Gregory Gwaltney- 24 de ani (11 decembrie 1982)
- Caitlin Millar Hammaren- 19 ani (4 mai 1987)
- Jeremy Michael Herbstritt- 27 de ani (6 noiembrie 1979)
- Rachel Elizabeth Hill- 18 ani (17 iulie 1988)
- Emily Jane Hilscher- 19 ani (2 iunie 1988)
- Jarrett Lee Lane- 22 de ani (28 martie 1985)
- Matthew Joseph La Porte- 20 de ani (20 noiembrie 1986)
- Henry J. Lee
- Liviu Librescu- 76 de ani (18 august 1930)
- G.V. Loganathan- 51 de ani (8 aprilie 1954)
- Partahi Mamora Halomoan Lumbantoruan- 34 de ani (26 aprilie 1972)
- Lauren Ashley McCain- 20 de ani (20 decembrie 1986)
- Daniel Patrick O'Nell- 22 de ani (9 mai 1984)
- Juan Ramon Ortiz- 26 de ani (4 februarie 1981)
- Minal Hiralal Panchal- 26 de ani (17 iulie 1980)
- Daniel Alejandro Perez Cueva- 21 de ani (5 ianuarie 1986)
- Erin Nicole Peterson- 18 ani (17 august 1988)
- Michael Steven Pohle, Jr.- 23 de ani (15 octombrie 1983)
- Julia Kathleen Pryde- 23 de ani (7 septembrie 1983)
- Mary Karen Read- 19 ani (30 ianuarie 1988)
- Reema Joseph Samaha- 18 ani (23 iunie 1988)
- Waleed Mohamed Shaalan- 32 de ani (1975)
- Maxine Shelly Turner- 22 de ani (15 ianuarie 1985)
- Nicole Regina White- 20 de ani (23 august 1986)
- Leslie Sherman- 20 de ani (9 aprilie 1987)

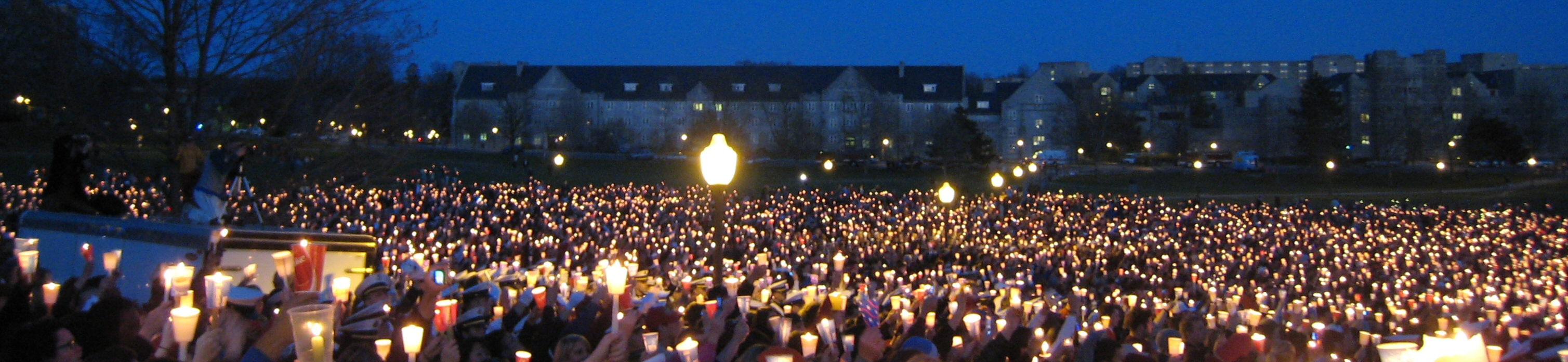
Studenții de la Virginia Tech aducând un ultim omagiu colegilor dispăruți